# Eugen Waigel
Eugen Waigel (* 28. Juni 1991 in Munster) ist ein deutscher Kickboxer und Boxer im Schwergewicht.

## Kickboxen
Waigel trainierte im Amateur-Kickbox-Team Munster (AKBT Munster) und wurde von Dimitri Hait trainiert. Er kämpfte im Vollkontakt des Schwergewichts, wurde 2012 in Bukarest und 2014 in Bilbao jeweils WAKO-Europameister, sowie 2011 in Dublin und 2013 in Antalya jeweils WAKO-Weltmeister, zudem gewann er 2013 die Silbermedaille bei den World Combat Games in Sankt Petersburg.
Im Juni 2015 wurde er mit einem Sieg gegen den Portugiesen António Sousa WAKO-Pro-Weltmeister im Vollkontakt und konnte den Titel 2016 verteidigen.

## Boxen
Simultan zum Kickboxen startete er auch sporadisch im klassischen Boxen und kämpfte für BSK Hannover Seelze in der 1. Bundesliga. 2017 wurde er Deutscher Meister im Schwergewicht und startete bei den Europaspielen 2019 in Minsk, wo er im Achtelfinale gegen Aziz Mouhiidine ausschied. Darüber hinaus war er im selben Jahr auch noch Teilnehmer der Sommer-Militärweltspiele in Wuhan.
Bei der nationalen Olympiaqualifikation 2019 verlor er im Finale gegen Ammar Abduljabbar.

## Sonstiges
Waigel lebt in Munster, ist Fachangestellter für Bäderbetriebe und Vater von zwei Kindern.